# David Hobbs
David Wishart Hobbs, född 9 juni 1939 i Royal Leamington Spa i England, är en brittisk racerförare. Han är numera TV-kommentator hos SPEED Channel i USA.

## Racingkarriär
Hobbs körde ett par formel 1-lopp i slutet av 1960-talet och början av 1970-talet. Han kom som bäst sjua i Österrike 1974. Hobbs körde även i Indianapolis 500 under 1970-talet. Han har också tävlat i sportvagnsracing i Daytona 24-timmars och Le Mans 24-timmars.

## F1-karriär
| Säsong | Stall/Tillverkare                  | Poäng | Placering |
| ------ | ---------------------------------- | ----- | --------- |
| 1967   | Bernard White Racing (BRM)         | 0     | –         |
| 1968   | Honda                              | 0     | –         |
| 1971   | Penske-White Racing (McLaren-Ford) | 0     | –         |
| 1974   | McLaren-Ford                       | 0     | –         |